# Kapaz PFK

Logoul precedent

Kapaz PFK (în azeră Kəpəz Peşəkar Futbol Klubu) este o echipă de fotbal din Ganca, Azerbaidjan care evoluează în Prima Divizie Azeră.

## Antrenori
- Isay Abramashvili
- Sabir Mammadov
- Mehman Allahverdiyev (1993–03)
- Fuad Ismayilov (2003, 2004)
- Shahin Diniyev (2005–06)
- Fuad Ismayilov (2006)
- Mehman Allahverdiyev (2011)
- Mirbaghir Isayev (2011)
- Fuad Ismayilov (2011–12)
- Mahmud Gurbanov (2012–13)
- Vidadi Rzayev (2013–2015)
- Shahin Diniyev (2015–prezent)

## Palmares
- Prima Ligă Azeră (3): 1994–95, 1997–98, 1998–99
- Cupa Azerbaijanului (4): 1993–94, 1996–97, 1997–98, 1999–00
- Prima Divizie Azeră (1): 2009–10

### Regional
- Prima Ligă Sovietică (1): 1967